# Pollena Trocchia
Pollena Trocchia község (comune) Olaszország Campania régiójában, Nápoly megyében.

## Fekvése
Nápolytól 11 km-re keletre fekszik. Határai: Boscoreale, Palma Campania, San Giuseppe Vesuviano, Scafati, Striano és Terzigno.

## Története
A Nápolyi Királyság francia uralom alá kerüléséig két különálló település létezett: Pollena és Trocchia. Mindkét település eredete a szamniszok és oszkok idejére vezethető vissza, amelyek a kedvező éghajlat és talajviszonyonoknak köszönhetően benépesítették a Vezúv körüli termékeny síkságokat. 
- Pollena nevét Apollón után kapta, akinek tiszteletére egy templomot építettek a római időkben. A kereszténység elterjedése során a római templom helyére egy bazilikát emeltek Szent Apollinár tiszteletére, ezáltal egy átmenetet képezve a pogány és keresztény vallások között.

- Trocchia nevének eredetét illetően kétféle feltételezés létezik. Az első szerint a település nevét a trochlea szóból eredeztetik, ami egy speciális szerszáma volt a helyi bortermelőknek. Másrészt pedig a latin introchia szóból eredeztetik, amelynek jelentése ravasz, vállalkozó.

A két település feudális birtok volt 1631-ig, mikor a Vezúv kitörése laharárakat zúdított rájuk. Trocchia városa teljesen elpusztult, Pollena épületei pedig súlyosan megrongálódtak. Ennek következtében az újjáépült Trochia jóval kisebb jelentőséggel bírt mint korábban. 1811-ben a Nápolyi Királyság adminisztrációs reformjainak részeként Joachim Murat egyesítette a két települést a ma is használatos megnevezés alatt.

## Népessége
A népesség számának alakulása:

## Fő látnivalói
- Nemesi paloták (az egykori hűbérurak palotái): Palazzo Capace Minutolo, Palazzo Pistolese, Palazzo Cappabianca.
- Templomok: Santissima Annunziata a Trocchia (18. század második felében épült), San Giacomo apostolo a Pollena (1790-ben épült)
- Trocchia központja: a Vezúv 1631-es kitörése után épült központ, számos középkori épülettel és templommal